# Benedicto Kiwanuka
Benedict Kagimu Mugumba Kiwanuka (8 de maio de 1922 - 22 de setembro de 1972) era o primeiro-ministro de Uganda, um líder do Partido Democrata e uma das pessoas que liderou o país na transição entre o domínio colonial britânico e independência. Ele foi assassinado pelo regime de Idi Amin em 1972.
Membro do grupo étnico Baganda, Kiwanuka nasceu em Kisabwa de Kaketo-Namugera (pai) e era membro da Igreja Católica Romana. Ele foi admitido no Gray's Inn Bar em fevereiro de 1956.
Como resultado da Conferência Constitucional de Uganda de setembro de 1961, realizada em Londres, Uganda alcançou o autogoverno interno em 1º de março de 1962. Kiwanuka se tornou o primeiro primeiro-ministro de Uganda na nova Assembleia Nacional.
No entanto, novas eleições foram realizadas em abril de 1962, com o partido Kiwanuka perdendo para a aliança Milton Obote, o Povo do Congresso de Uganda e o partido tradicionalista Buganda, Kabaka Yekka. Além disso, o catolicismo de Kiwanuka o tornou impopular entre seus companheiros Buganda, um povo principalmente protestante. Uganda alcançou a independência em 9 de outubro de 1962, com Obote como o primeiro primeiro-ministro de uma Uganda totalmente independente.
Kiwanuka foi preso em 1969 pelo governo Obote, mas foi um dos 55 presos políticos libertados por Idi Amin imediatamente após o golpe que levou Amin ao poder. Amin o nomeou Chefe de Justiça de Uganda em 27 de junho de 1971.
Kiwanuka logo foi confrontado com o desprezo de Amin por seus ideais judiciais. Imediatamente após o golpe abortado de Obote em 1972, Kiwanuka foi preso sob a mira de uma arma pelos homens de Amin enquanto presidia uma sessão do Tribunal Superior. Além de se opor a algumas das ordens mais draconianas de Amin, Kiwanuka também concordou secretamente em apoiar o retorno de Milton Obote ao poder, com a condição de que Kiwanuka se envolvesse na reforma constitucional.
Kiwanuka recusou-se a deixar Uganda, apesar dos avisos de que se não se curvasse ao governo seria morto, em 21 de setembro Kiwanuka foi sequestrado pelas forças de Amin e em 22 de setembro foi morto na prisão de Makindye em uma execução prolongada que, de acordo com testemunhas oculares, envolveu o corte das orelhas, nariz, lábios e braços de Kiwanuka, uma estripação e castração antes de ser finalmente imolado. A morte de Kiwanuka não foi reconhecida como uma execução, e Amin, em vez disso, culpou publicamente os apoiadores de Obote e até lançou uma investigação policial. O assassinato de Kiwanuka foi o primeiro de uma série dirigida contra figuras proeminentes das tribos Baganda e Ankole, com o objetivo de conter seu poder.